# Aprosthema
Aprosthema (лат.) — род небольших перепончатокрылых насекомых из семейства аргиды. Известно около 50 видов.

## Описание
Тело длиной от 4,5 до 8,5 мм. Окраска часто жёлтая с чёрным и без металлического блеска. Лабиальные пальпы с 4 сегментами, максиллярные пальпы с 6 сегментами. Правая мандибула с базальным зубом. Антенны самцов раздвоенные. Передние крылья с 4 ячейками Rs; ячейка R открыта; жилка Sc отсутствует; жилка 2r-m присутствует; жилка B переднего крыла соединяется с жилкой R задолго до (длиннее, чем жилка Sc) места соединения с жилкой M; ячейка 2A отсутствует. Стебель ячейки A заднего крыла примерно в 2,0 раза шире. Коготки простые. Все голени без преапикальных шпор.

## Систематика
В мировой фауне насчитывается около 50 видов.
- A. atritarse  Pic, 1918
- A. austriacum (Konow, 1892)[4]
- A. axillare (Zaddach, 1863)
- A. ballioni  (Konow, 1892)
- A. bifidum (Klug, 1834)
- A. bifurca (Klug, 1834)
- A. brevicorne (Fallen, 1808)
- A. breviantennatum[5]
- A. brunniventre Cresson, 1880[5]
- A. brevivertexis  Wei, 2021[6]
- A. cognatum (A. Costa, 1858)
- A. dalmaticum (Mocsary, 1891)
- A. desertum  (Forsius, 1921)
- A. enslini  Dovnar-Zapolskij, 1930
- A. freyi  (Forsius, 1921)
- A. fusicorne (C.G. Thomson, 1871)[7]
- A. humeratum (Konow, 1892)
- A. hyalinopterum Conde, 1934
- A. instratum (Zaddach, 1859)
- A. intermedium  (Zaddach, 1863)
- A. konowi (Mocsary, 1891)
- A. maculatum (Jurine, 1807)
- A. malaisei  (Forsius, 1933)
- A. melanurum (Klug, 1814)
- A. pachycephalum Zirngiebl, 1937
- A. pallidulum Gussakovskij, 1935
- A. parvulum (Konow, 1895)
- A. peletieri (Villaret, 1832)
- A. simile (Konow, 1892)
- A. staudingeri (Konow, 1895)
- A. syrmiense (Mocsary, 1897)
- A. tardum (Klug, 1814)[8]
- A. tauricum Gussakovskij, 1935
- A. vittatum (Mocsary, 1879)
- другие

## Распространение
Встречаются в Палеарктической, Неарктической и Ориентальной биогеографических областях.